# ラファエル・ソリアーノ
ラファエル・ソリアーノ（Raphael Soriano, 1904年8月1日 - 1988年7月21日）はアメリカ合衆国の建築家、教育者である。規格品である既製鉄骨やアルミニウムを住宅や店舗に先駆的に使用した。ミッドセンチュリー・モダンと呼ばれる20世紀の建築潮流に属する人物である。アメリカ建築家協会（AIA)会員。

## 生涯
ギリシャ、ロドス島のセファルディムの家庭に生まれる。当地のセント・ジーン・バプティスト大学に入学するが、1924年アメリカに移住。ロサンゼルスの親類のもとに身を寄せ、1929年南カリフォルニア大学に入学、1934年卒業。1930年アメリカ国籍取得。在学中の1931年にはリチャード・ノイトラとグレゴリー・エイン両建築設計事務所にて、同時並行でインターンとして無報酬で働き、後の1934年にはルドルフ・シンドラーの建築設計事務所に入ったが、これは短期間で、すぐにノイトラの事務所に戻っている。
当時のアメリカは大恐慌の真っ只中であったが、ソリアーノは卒業と同時にロサンゼルス郡で公共事業促進局が推進するいくつかのプロジェクトに参加したり、地元の建築設計事務所で働いたりした。1936年、初めての設計依頼を受けて完成させたのは、1937年パリで開かれた国際建築博覧会に展示されたリペッツ邸であった。
第二次世界大戦へのアメリカの参戦により、国内の住宅、商業施設市場は大きく落ち込んでいたので、この時期実作の機会には恵まれなかったが、ソリアーノは南カルフォルニア大学で講義を受け持ったり、さまざまなコンペへ参加したり、戦後の住宅供給に関する提案を出版したりと、精力的に活動した。こうした中の1943年、雑誌アーツ・アンド・アーキテクチュアの主催によって行われた、戦後住宅に関するコンペにおいて、「合板の家（Plywood House）」のプロトタイプで三等を受賞する。戦争が終わると、ソリアーノが仕事に困るようなことはなくなり、スタジオシティに建てられたカッツ邸がアメリカ建築家協会（AIA)南カリフォルニア第3支部から賞を受けるなど、数々の賞を受ける。1950年、ソリアーノは友人であり高名な建築写真家ジュリウス・シュルマンのために住宅の設計を行っており、これは1964年のグロスマン邸とともに、現存する数少ない作品のひとつである。
アーツ・アンド・アーキテクチュア誌のジョン・エンテンザの招きに応じ、ソリアーノはケース・スタディ・ハウス・プログラムに参加し、1950年作品を投じる。これは住宅の構造部材としての鉄の可能性を示唆するものであり、プログラム全体の転換点と位置づけられるものであって、ピエール・コーニッグのケース・スタディ・ハウス#21および#22において頂点に達したといえる。1951年のソリアーノの作品、コルビー・アパートメントは、その現代的なデザインのみならず、鉄の広範な利用においても傑出した作品であり、AIAの国内デザイン賞や、第7回汎米会議国際賞、AIA南カリフォルニア第1支部名誉賞を受賞している。
1953年、ソリアーノはロサンゼルスから、サンフランシスコ北側のマリン郡ティブロンに居を移す。1955年には、量産鉄製品を使った住宅を設計し、これはデベロッパーであるジョセフ・アイクラーがパロアルトに建設した。アイクラーと組んだソリアーノの作品は、AIAきたカリフォルニア支部から2つの賞を受賞した。
1961年、AIA会員。1965年、ソリアーノは、アルミ製のプレファブ住宅を設計、施工する会社を起業し、「ソリア・ストラクチャーズ」と名づけ、「全アルミ製の家（All Aluminum Homes）」と銘打って売り出した。ソリアーノの作品の中で、最後に建設されたものが、このAll Aluminum Homesであり、1965年、ハワイ州マウイ島に建てられた。
1970年から、死去する1988年までは、世界中を建築の講師、ライター、研究者として旅することに傾倒した。1986年、AIAから功労者賞を、南カルフォルニア大学から卒業生功労者賞を受賞した。

## 作品
実際に施工された50の作品のうち、現存しているのは12作品のみであり、残りは山火事や地震などの災害によって失われた。現存するものの多くも、無思慮な増改築の害にさらされている状態である。当時のまま残されたいくつかの作品については、地方自治体の保存法によって保護されている。